# Zlatko Burić

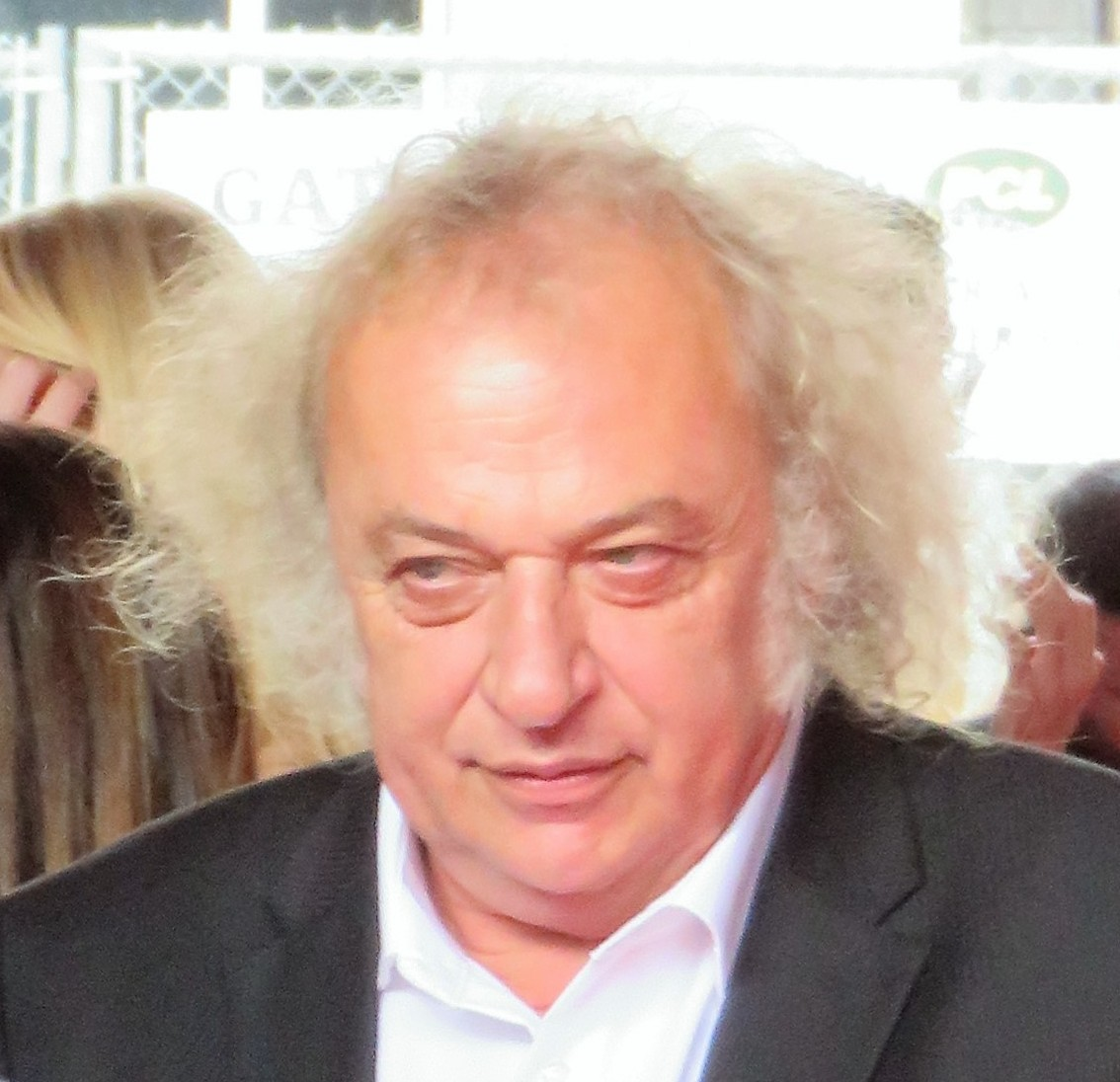
Zlatko Burić (2018)

Zlatko Burić (* 13. Mai 1953 in Osijek) ist ein kroatisch-dänischer Schauspieler.

## Leben
Zlatko Burić absolvierte seine Schauspielausbildung von 1968 bis 1973 in Jugoslawien in seiner Geburtsstadt Osijek. Im Jahr 1981 zog er mit seiner dänischen Frau, mit der er drei Kinder hat, nach Dänemark.
Eine seine ersten Filmrollen spielte Burić 1981 in der jugoslawischen Fernsehproduktion Kugla glumiste. Im Jahr 1996 gelang ihm sein Durchbruch als Schauspieler mit dem Film Pusher. Für diese Rolle erhielt er 1997 den Bodil-Preis als bester Nebendarsteller. Daraufhin spielte er in zahlreichen dänischen Filmen, in einigen dänischen Fernsehproduktionen und auch internationalen Kinofilmen mit. Im US-amerikanischen Katastrophenfilm 2012 von Regisseur Roland Emmerich spielte er den russischen Milliardär Yuri Karpov an der Seite von John Cusack und Danny Glover.
Im Jahr 2022 gehörte Burić zum Schauspielensemble von Ruben Östlunds mit der Goldenen Palme des Filmfestivals von Cannes ausgezeichneten Satire Triangle of Sadness. Für seine Leistung als reicher und kapitalistischer Dimitry erhielt er den Europäischen Filmpreis zuerkannt.
Im Mai 2024 wurde Burić Mitglied der European Film Academy.

## Sonstiges
Spielt der von Zlatko Burić verkörperte Kriminelle Milo im ersten Teil der Pusher-Filmreihe noch eine Nebenrolle und hat im zweiten Teil nur einen kurzen Gastauftritt, so beschäftigt sich der dritte Teil hauptsächlich mit seiner Figur.

## Filmografie (Auswahl)
- 1981: Kugla glumiste (Fernsehfilm)
- 1996: Pusher
- 1997: Sinan’s Wedding (Sinans bryllup)
- 1998: Karrusel (Fernsehserie)
- 1998: Baby Doom
- 1998: Engel der Finsternis (Nattens engel)
- 1999: Bleeder
- 1999: Tsatsiki – Tintenfische und erste Küsse (Tsatsiki, morsan och polisen)
- 1999: Taxa (Fernsehserie, 56 Episoden 1997–1999)
- 2000: Hilfe! Ich bin ein Fisch (Hjælp, jeg er en fisk)
- 2001: Sjätte dagen (Fernsehserie)
- 2001: Shake It All About (En kort en lang)
- 2002: Kleine schmutzige Tricks (Dirty Pretty Things)
- 2002: One Hell of a Christmas
- 2003: Anja After Victor (Kærlighed ved første hik 3 – Anja efter Viktor)
- 2003: Timm & Gordon (Fernsehfilm)
- 2004: Pusher II
- 2004: Restless Souls – Haus der ruhelosen Seelen (Bag det stille ydre)
- 2005: Pusher 3
- 2005: Omars jul (Fernsehserie, Mitwirkung in zwei Episoden)
- 2006: Johanne i Troldeskoven (Fernsehserie, 13 Episoden)
- 2007: Pistoleros
- 2008: Death in Himmerland (Himmerland)
- 2009: 2012
- 2012: Pusher
- 2012: Footsoldiers of Berlin – Ihr Wort ist Gesetz (St George’s Day)
- 2014: 1864 – Liebe und Verrat in Zeiten des Krieges (1864, Fernsehserie)
- 2019: Killerman
- 2021: Mayday
- 2022: Triangle of Sadness
- 2023: Copenhagen Cowboy
- 2023: Kopenhagen gibt es nicht (København findes ikke)
- 2023: Bosnischer Topf (Bosanski Lonac)
- 2024: Rumours
- 2024: Wolfs
- 2025: Superman

## Auszeichnungen
- 1997: Bodil für Pusher (Bester Nebendarsteller)
- 2022: Europäischer Filmpreis für Triangle of Sadness (Bester Darsteller)